# Норт Туин

Остров Норт Туин (на английски: North Twin Island) е 83-тият по големина остров в Канадския арктичен архипелаг. Площта му е 157 км2, която му отрежда 126-о място сред островите на Канада. Макар островът да се намира на стотици километри южно от архипелага, административно принадлежи към канадската територия Нунавут и затова е включен в Канадския арктичен архипелаг. Ненаселен.
Островът се намира в централната част на залива Джеймс (южната част на Хъдсъновия залив), като отстои на 55 км западно от п-ов Лабрадор и на също толкова километра североизточно от големия остров Акимиски. На 9,5 км на югоизток е по-малкият остров Саут Туин.
Бреговата му линия с дължина 58 км е много слабо разчленена, в голямата си част блатиста и труднодостъпна. Остров Норт Туин има издължена форма от север на юг с дължина 18,5 км, а максималната му ширина е 9 км.
Релефът е равнинен с максимална височина от 50 м в източната част. Островът е изпъстрен с множество малки езера, блата и мочурища, които предоставят идеални условия през пролетта и есента като промеждутъчна база за почивка на стотици хиляди прелетни птици.
Норт Туин е открит през месец септември 1610 г. от английския полярен мореплавател Хенри Хъдсън, който по време на това плаване намира смъртта си в този район.
|  | Тази страница частично или изцяло представлява превод на страницата North Twin Island в Уикипедия на английски. Оригиналният текст, както и този превод, са защитени от Лиценза „Криейтив Комънс – Признание – Споделяне на споделеното“, а за съдържание, създадено преди юни 2009 година – от Лиценза за свободна документация на ГНУ. Прегледайте историята на редакциите на оригиналната страница, както и на преводната страница, за да видите списъка на съавторите. ВАЖНО: Този шаблон се отнася единствено до авторските права върху съдържанието на статията. Добавянето му не отменя изискването да се посочват конкретни източници на твърденията, които да бъдат благонадеждни. |